# Lynchburg (Tennessee)
Lynchburg es una ciudad ubicada en el condado de Moore en el estado estadounidense de Tennessee. En el Censo de 2010 tenía una población de 6.362 habitantes y una densidad poblacional de 18,83 personas por km². Es la sede de la destilería de whisky Jack Daniel's.

## Geografía
Lynchburg se encuentra ubicada en las coordenadas 35°17′20″N 86°21′31″O / 35.28889, -86.35861. Según la Oficina del Censo de los Estados Unidos, Lynchburg tiene una superficie total de 337.78 km², de la cual 334.68 km² corresponden a tierra firme y (0.92%) 3.09 km² es agua.

## Demografía
Según el censo de 2010, había 6.362 personas residiendo en Lynchburg. La densidad de población era de 18,83 hab./km². De los 6.362 habitantes, Lynchburg estaba compuesto por el 0.1% blancos, el 2.28% eran afroamericanos, el 0.27% eran amerindios, el 0.41% eran asiáticos, el 0.02% eran isleños del Pacífico, el 0.5% eran de otras razas y el 1.15% pertenecían a dos o más razas. Del total de la población el 1.1% eran hispanos o latinos de cualquier raza.